# Peter Hesse Overgaard
Peter Hesse Overgaard (* 19. Mai 1954 in Kopenhagen) ist ein dänischer Schauspieler.

## Leben
Peter Hesse Overgaard wuchs in Kopenhagen auf, wo er bis heute lebt.
Nach seinem Schulabschluss absolvierte er von 1971 bis 1974 seine Schauspielausbildung an der Staatlichen Theaterhochschule in Kopenhagen. Sein Bühnendebüt als Darsteller hatte er am Königlichen Theater Kopenhagen, wo er bis 1977 als festes Ensemblemitglied engagiert war. Von 1977 bis 1983 war er am Aarhus Teater engagiert. Er wirkte als Bühnendarsteller in zahlreichen Theaterstücken und in Musicals mit. Eine Theatertournee führte ihn zudem durch die USA. Seit 1983 hat er als Schauspieler vor der Kamera in bislang mehr als 80 Film- und Fernsehproduktionen mitgewirkt. Er wurde für sein filmisches Schaffen mehrfach ausgezeichnet, darunter auch zweimal mit dem Bodil. Er ist zudem als Synchronsprecher für Zeichentrickfilme aktiv und sprach dabei unter anderem Figuren in Tim und Struppi.
Peter Hesse Overgaard ist seit dem 4. Mai 1989 mit der Theaterschauspielerin Hanne Trolle (* 1954) verheiratet.

## Filmografie (Auswahl)
- 1983: Schrei des Dornenvogels
- 1986: Flambierte Herzen
- 1989: Valby – Das Geheimnis im Moor
- 1992: Der Klang der Stille
- 1993: Ein Leben für Rita
- 1997: Barbara
- 1999: Bye Bye Bluebird
- 2001: Das Juwel der Wüste
- 2004: Familie Gregersen
- 2006: Der Traum
- 2006–2008: Anna Pihl – Auf Streife in Kopenhagen (Fernsehserie, 11 Folgen)
- 2008: Terribly Happy
- 2011: Nordlicht – Mörder ohne Reue (Miniserie)
- 2014: 1864 (Miniserie)
- 2014–2017: Die Erbschaft (Fernsehserie, 19 Folgen)
- 2020: The Food Club